# Pahoa
Pahoa és una població dels Estats Units a l'estat de Hawaii. Segons el cens del 2000 tenia 962 habitants.

## Demografia
Segons el cens del 2000, Pahoa tenia 962 habitants, 314 habitatges, i 242 famílies La densitat de població era de 163,86 habitants per km².
Dels 314 habitatges en un 32,8% hi vivien nens de menys de 18 anys, en un 53,2% hi vivien parelles casades, en un 17,2% dones solteres, i en un 22,9% no eren unitats familiars. En el 19,1% dels habitatges hi vivien persones soles el 8,6% de les quals corresponia a persones de 65 anys o més que vivien soles. El nombre mitjà de persones vivint en cada habitatge era de 3,06 i el nombre mitjà de persones que vivien en cada família era de 3,47.
Per edats la població es repartia de la següent manera: un 26,4% tenia menys de 18 anys, un 8,0% entre 18 i 24, un 22,6% entre 25 i 44, un 21,6% de 45 a 64 i un 21,4% 65 anys o més.
L'edat mediana era de 40,6 anys. Per cada 100 dones hi havia 106,88 homes. Per cada 100 dones de 18 o més anys hi havia 104,03 homes.
La renda mediana per habitatge era de 33.333 $ i la renda mediana per família de 43.571 $. Els homes tenien una renda mediana de 26.103 $ mentre que les dones 23.571 $. La renda per capita de la població era de 13.850$. Aproximadament el 15,7% de les famílies i el 18,0% de la població estaven per davall del llindar de pobresa.

## Poblacions més properes
El següent diagrama mostra les poblacions més properes.